# 티티피
타이탄플랫폼(Titan Platform)은 자체 개발한 저작권 보호 기반의 콘텐츠 플랫폼 winvention, Media Gateway Device인 clueworks 생산/판매, IoT 서비스 개발 등을 주 사업 영역으로 하는 한국의 회사로, 2011년 윤재영과 강경수가 설립하였다. '타이탄플랫폼'이라는 상호는 최초 설립 시 사용된 상호이나 이 후 (주)티티피로 상호를 변경하였다가 2015년 서울로 본점을 이전하면서 다시 타이탄플랫폼이란 명칭으로 변경되었다.